# Мосли, Шейн
Шейн Мосли (англ. Shane Mosley; род. 7 сентября 1971 года, Линвуд, Калифорния, США) — американский боксёр-профессионал, выступавший в 1993—2016 гг. Чемпион мира в 3 весовых категориях: лёгкая (версия IBF, 1997—1999), полусредняя (версия WBC, 2000—2002; временный титул по версии WBC, 2007, версия WBA Super, 2009) и 1-й средней (версия WBC, 2003—2004; версия WBA, 2003—2004). В целом, победил 14 боксёров за титул чемпиона мира.
В своё время Шейн был 1-м номер Pound four Pound (2000—2002) и имел оппозицию 38-0, 35 КО.

## Профессиональная карьера

### Ранняя карьера
Маленький Шейн стал интересоваться боксом после того, как увидел, как боксировал его отец в уличных драках.
Таким образом, с 8 лет Шейна тренировал и в будущем вёл его дела в профессиональном боксе отец — Джек Мосли.
11 февраля 1993 года 21-летний Шейн дебютировал на профессиональном ринге в поединке, рассчитанном на 6 раундов. Его оппонент Грег Пуэнте был нокаутирован в 5 раунде. В течение 1993 года Мосли провёл 7 боёв, выиграв все досрочно. В 1994 году провёл ещё 9 боёв, выиграв все (8 досрочно). Первым его соперником, который продержался все отведённые 10 раундов, был Оскар Лопес. В апреле 1995 года Мосли нокаутировал Рауля Эрнандеса во 2 раунде. В июле того же года нокаутировал 34-летнего Маурисио Асевеса, бывшего чемпиона мира по версии WBO в лёгком весе.
В январе 1996 года Мосли впервые выступил за пределами родного штата Калифорния на профессиональном ринге, нокаутировав 35-летнего Майка Брайана в первом же раунде. К августу 1997 года у Мосли было 23 победы, из них 22 досрочно.

### Бои за титул IBF в лёгком весе
2 августа 1997 года состоялся бой двух непобеждённых боксёров — Шейна Мосли (23-0, 22 КО) и чемпиона по версии IBF Филипа Холидея (31-0, 16 КО). Холидей проводил 7-ю защиту, выиграв вакантный титул в 1995 году. Мосли уверенно победил единогласным решением судей (116—113, 117—111, 115—114), впервые проводив 12-ти раундовый поединок в своей карьере, начав свой сокрушительный путь в этой весовой категории.
25 ноября 1997 года Мосли в 11-м раунде встречным ударом справа брутально нокаутировал Мануэля Гомеса (17-8, 14 КО), успешно проведя 1-ю защиту.
В феврале 1998 года Мосли нокаутировал Деметрио Кебаллоса (20-1,
13 КО). В 4 раунде Кебаллос побывал в нокдауне от правого крюка+удара по печени. В 8 раунде Кебаллос снова упал от серии ударов, вынудив рефери Эдди Коттона остановить бой. На момент остановки Мосли победил все раунды на судейский карточках (70-61, 70-62 дважды).
В мае 1998 года Мосли в 8-м раунде нокаутировал бывшего чемпиона мира WBA в 59 кг и бывшего претендента на титул в 61 кг Джон Джона Молину (45-4, 30 КО). Так же Молина сел на колено в 7 раунде.
27 июня 1998 он в 5-м раунде нокаутировал Вилфредо Руиса (25-3, 19 КО).
22 сентября 1998 года Мосли в 5-м раунде нокаутировал непобеждённого Эдуардо Бартоломео Моралеса (26-0, 21 КО) на легендарной арене Мэдисон Сквер Гарден в Нью-Йорке. До нокаута Моралес побывал в нокдауне в 3 раунде.
14 ноября 1998 года Мосли встретился с 32-летним бывшим чемпионом мира WBC в 59 кг Джесси Джеймс Лейхой (37-3-2, 15 КО) в рамках шоу, главным событием которого был бой Рой Джонс — Отис Грант. В течение боя Лейха побывал в нокдаунах в 6, 7, 9 раундах. Поединок был остановлен в перерыве между 9 и 10 раундами, когда Лейха отказался от боя. Счет на картах судей был 89-78 дважды, 88-79. Лейха согласился на бой за 3 недели.
9 января 1999 года Мосли в 7-м раунде засыпал уадарми Голдена Джонсона (15-2-2, 10 КО), вынудив его сесть на колени. Джонсон встал, но тут же был нокаутирован. Поединок так же проходил в рамках шоу, главным событием которого был бой Роя Джонса против Ричарда Фрейзера.
17 апреля 1999 года Мосли провёл крайнюю 8-ю защиту титула IBF в лёгком весе против Джона Брауна (19-5, 10 КО). Бой был остановлен доктором после 8 раунда. После этого боя Мосли поднялся в полусредний вес, перескочив 2-й лёгкий, оставшись непобеждённым чемпионом в лёгком весе, в поисках большей конкуренции и больших вызовов (в особенности в надежде на бой с Оскаром Де Ла Хойей, которого побеждал в любителях).

### Полусредний вес
25 сентября 1999 года нокаутировал в 10 раунде техничного полусредневеса Вилфредо Риверу.
22 января 2000 года нокаутировал в 3 раунде Вилли Вайса, который боем ранее победил Хулио Сесара Чавеса.

### 17 июня2000Шейн Мосли —Оскар Де Ла Хойя
- Место проведения:  Стэйплс Центр, Лос-Анджелес, Калифорния, США
- Результат: Победа Мосли раздельным решением в 12-раундовом бою
- Статус: Чемпионский бой за титул WBC в полусреднем весе (1-я защита Де Ла Хойи)
- Рефери: Лу Морет
- Счёт судей: Лу Филиппо (116—112 Мосли), Пэт Расселл (115—113 Мосли), Марти Сэммон (113—115 Де Ла Хойя)
- Вес: Мосли 66,68 кг; Де Ла Хойя 66,50 кг
- Трансляция: HBO TVKO
- Счёт неофициального судьи: Харольд Ледерман (116—112 Мосли)

В июне 2000 года Шейн Мосли, перепрыгнув через весовую категорию, встретился с чемпионом мира в полусреднем весе по версии WBC Оскаром Де Ла Хойей (32-1, 26 КО). Поначалу явного преимущества ни одному из боксёров добиться не удалось, Де Ла Хойя был в атаке, постоянно нарываясь на очень разнообразные и скоростные контратаки Мосли. Однако во второй половине боя Шейн приспособился к стилю Оскара и стал выигрывать раунд за раундом, опять же изобретательно обороняясь и контратакуя. Запоминающийся 12 раунд прошёл в обменах ударами, где явное преимущество было за Мосли. Бой был назван событием года по версии авторитетного журнала The Ring. После победы над бывшим лидером pound for pound, Мосли сам стал возглавлять лучших боксёров мира вне зависимости от весовых категорий.

### 2000—2003
В ноябре 2000 года он нокаутировал в 6-м раунде боксёра Антонио Диаса.
В марте 2001 года Мосли в 6-м раунде нокаутировал непобеждённого австралийца Шэннена Тейлора, отправив того несколько раз в нокдауны по ходу боя.
В июле 2001 года он в 3-м раунде победил крупного полусредневеса Адриана Стоуна, отправив его в тяжёлый нокаут.
В январе 2002 года Шейн Мосли вышел на ринг против непобеждённого Вернона Форреста. В Мэдисон-сквер-гарден арене сошлись два непобеждённых чемпиона, занимавшие первые строчки рейтинга вне зависимости от весовой категории. Первый раунд Шейн начал агрессивно, помня о своём поражении Форресту ещё в любителях. В начале второго раунда боксёры столкнулись головами, в результате чего Мосли получил небольшое рассечение. Второй раунд также начался активно. С дальней дистанции Форрест сумел нанести сокрушительный правый кросс в голову Мосли и продолжал атаковать, прижав Мосли к канатам. В этом бою Мосли впервые за свою карьеру оказался в нокдауне. Так и не сумев полностью восстановиться, Мосли продолжал вести бой, даже выигрывая периодически эпизоды и раунды, но всё равно проиграл по очкам с большим отрывом.
В июле 2002 года состоялся матч-реванш между Мосли и Форрестом. Единогласным решением победил Форрест, но с небольшим преимуществом.
В 2003 году Мосли поднялся в первый средний вес.

### 13 сентября2003Шейн Мосли —Оскар Де Ла Хойя
- Место проведения:  ЭмДжиЭм Гранд, Лас-Вегас, Невада, США
- Результат: Победа Мосли единогласным решением в 12-раундовом бою
- Статус: Чемпионский бой за титул WBC в 1-м среднем весе (3-я защита Де Ла Хойи); чемпионский бой за титул WBA в 1-м среднем весе (2-я защита Де Ла Хойи)
- Рефери: Джо Кортес
- Счёт судей: Анек Хонгтонгкам (115—113), Дуэйн Форд (115—113), Стэнли Кристодулу (115—113) — все в пользу Мосли
- Вес: Мосли 69,90 кг; Де Ла Хойя 69,90 кг
- Трансляция: HBO PPV
- Счёт неофициального судьи: Харольд Ледерман (113—115 Де Ла Хойя)

В сентябре 2003 года состоялся 2-й бой Шейна Мосли и Оскара Де Ла Хойи. В равном поединке единогласным решением судей победил Мосли.

### 13 марта2004Рональд Райт—Шейн Мосли
- Место проведения:  Мандалей Бэй Ресорт энд Касино, Лас-Вегас, Невада, США
- Результат: Победа Райта единогласным решением в 12-раундовом бою
- Статус: Чемпионский бой за титул WBC в 1-м среднем весе (1-я защита Мосли); чемпионский бой за титул WBA в 1-м среднем весе (1-я защита Мосли); чемпионский бой за титул IBF в 1-м среднем весе (4-я защита Райта)
- Рефери: Тони Уикс
- Счёт судей: Чак Джиампа (117—111), Дейв Моретти (117—111), Пол Смит (116—112) — все в пользу Райта
- Вес: Райт 69,90 кг; Мосли 69,90 кг
- Трансляция: HBO
- Счёт неофициального судьи: Харольд Ледерман (117—111 Райт)

В марте 2004 года состоялся бой за звание абсолютного чемпиона мира в 1-м среднем весе между чемпионом по версиям WBC и WBA Шейном Мосли и чемпионом по версии IBF Рональдом «Уинки» Райтом. Удачно спрятавшись за блоком и джебом, более крупный Райт обыграл Мосли по очкам.

### 2004—2006
В ноябре 2004 года состоялся реванш между Мосли и Райтом. Райт вновь победил по очкам, но на этот раз — решением большинства судей. После этого боя Мосли вернулся в полусредний вес.

### 25 февраля2006Шейн Мосли —Фернандо Варгас
- Место проведения:  Мандалей Бэй Ресорт энд Касино, Лас-Вегас, Невада, США
- Результат: Победа Мосли техническим нокаутом в 10-м раунде в 12-раундовом бою
- Статус: Отборочный бой за титул WBA в 1-м среднем весе
- Рефери: Джо Кортес
- Счёт судей: Чак Джиампа (86—85 Мосли), Патрисия Морс Джермен (85—86 Варгас), Пол Смит (86—85 Мосли)
- Время: 1:22
- Вес: Мосли 69,4 кг; Варгас 69,9 кг
- Трансляция: HBO PPV
- Счёт неофициального судьи: Харольд Ледерман (86—85 Мосли)

В феврале 2006 года Мосли встретился с Фернандо Варгасом. Бой был равным: Мосли доминировал в начале и в конце поединка, а Варгас в середине. В начале боя у Варгаса образовалась гематома над левым глазом, которая к концу боя разрослась так, что закрылся глаз. В середине 10-го раунда Мосли пробил правый хук в голову, а затем провёл ещё несколько кроссов. Рефери вмешался и прекратил бой. Варгас был недоволен этим решением.

### 15 июля2006Шейн Мосли —Фернандо Варгас(2-й бой)
- Место проведения:  ЭмДжиЭм Гранд, Лас-Вегас, Невада, США
- Результат: Победа Мосли техническим нокаутом в 6-м раунде в 12-раундовом бою
- Статус: Рейтинговый бой
- Рефери: Кенни Бейлесс
- Счёт судей: Аделейд Бёрд (50—45), Дейв Моретти (50—45), Джерри Рот (50—45) — все в пользу Мосли
- Время: 2:38
- Вес: Мосли 69,4 кг; Варгас 69,9 кг
- Трансляция: HBO PPV
- Счёт неофициального судьи: Харольд Ледерман (50—45 Мосли)

В июле 2006 года состоялся 2-й бой между Шейном Мосли и Фернандо Варгасом. В конце 6-го раунда Мосли пробил сокрушительный и блестящий по технике исполнения левый хук в челюсть. Варгас упал и смог подняться только на счёт 8. Мосли сразу же начал добивать противника. Он пробил несколько серий хуков в челюсть. Варгаса подкосило, но он устоял. Тем не менее он не отвечал на удары. Рефери прекратил бой. Варгас решение не оспаривал.

### 2007
В феврале 2007 года Мосли уверенно переиграл по очкам техничного Луиса Коллацо.

### 10 ноября2007Шейн Мосли —Мигель Анхель Котто
- Место проведения:  Мэдисон Сквер Гарден, Нью-Йорк, Нью-Йорк (штат), США
- Результат: Победа Котто единогласным решением судей в 12-раундовом бою
- Статус: Чемпионский бой за титул WBA в полусреднем весе (3-я защита Котто)
- Рефери: Бенхи Эстевес младший
- Счёт судей: Гленн Фелдман (113—115), Винн Кинтц (113—116), Питер Трематерра (113—115) — все в пользу Котто
- Вес: Мосли 66,30 кг; Котто 66,30 кг
- Трансляция: HBO PPV
- Счёт неофициального судьи: Харольд Ледерман (113—115 Котто)

В ноябре 2007 года Шейн Мосли встретился с Мигелем Анхелем Котто. В близком бою судьи объявили победителем Котто.

### 27 сентября2008Шейн Мосли —Рикардо Майорга
- Место проведения:  The Home Depot Center, Карсон, Калифорния, США
- Результат: Победа Мосли нокаутом в 12 раунде
- Статус: Рейтинговый бой
- Рефери: Дэвид Мендоса
- Счёт судей: Тони Кребс (107—102), Пэт Расселл (104—105), Нелсон Васкес (105—104) — все в пользу Мосли
- Время: 2:59
- Вес: Мосли 69,6 кг; Майорга 69,6 кг
- Трансляция: HBO
- Счёт неофициального судьи: Харольд Ледерман (107—102 Мосли)

В сентябре 2008 года состоялся бой между Шейном Мосли и Рикардо Майоргой. Майорга имел инициативу в 1-й половине боя: его удары чаще доходили до цели. В середине 6-го раунда Мосли провёл несколько серий в открытую голову противника. Майорга выдержал все удары. Во 2-й половине боя Мосли стал превосходить противника. В конце 12-го раунда Мосли провёл несколько хуков в голову Майорги. Никарагунец попытался спастись в клинче, но неудачно. Мосли провёл левый хук в челюсть, а затем туда же левый свинг. Майорга упал на колени. Он поднялся на счёт 8. Американец тут же пробил точный левый хук в челюсть. Майорга рухнул на канвас. Рефери прекратил бой, не открывая счёт. В это же время прозвучал гонг. Майорга не пытался встать, пролежав на ринге около минуты.

### 24 января2009Шейн Мосли —Антонио Маргарито
- Место проведения:  Степлес Центр, Лос-Анджелес, Калифорния, США
- Результат: Победа Мосли техническим нокаутом в 9 раунде
- Статус: Бой за звание чемпиона мира по версии WBA в полусреднем весе
- Рефери: Рауль Кайз
- Счёт судей: Джеймс Джен-Кин (80-71), Макс Дэлука (79-72), Нелсон Васкес (78-73) — все в пользу Мосли
- Время: 0:43
- Трансляция: HBO

24 января 2009 года Шейн Мосли вышел против суперзвезды и чемпиона мексиканца Антонио Маргарито, будучи явным аутсайдером по мнению большинства экспертов и публики. Во время тейпирования рук Маргарито, тренер Мосли обратил внимание на странный порошок на тейпах бойца. Этот образец был изъят комиссией для анализа, после чего руки Антонио были перебинтованы, и поединок состоялся. Шейн сразу же пошёл в атаку, попеременно клинчуя соперника и нанося множество ударов. В течение всего боя Мосли разгромно выигрывал раунд за раундом, отправив Маргарито впервые в его карьере в нокдаун красивейшим левым хуком в 8 раунде. В 9 раунде Мосли развил успех предыдущего, отправив мексиканца в нокаут после нескольких мощных атак. Победа стала сенсацией года.
Позже выяснилось, что субстанция, обнаруженная на бинтах Маргарито, представляла собой смесь серы и кальция, которые, взаимодействуя с воздухом и влагой, превращались в прочный гипсовый слой на кулаке боксера. Предположительно, это было использовано им и в предыдущих поединках. После получения подтверждения о наличии гипса в перчатках Антонио, спортивная комиссия штата Калифорния наложила на него запрет выхода на ринг на год.

### 1 мая2010Флойд Мейвезер—Шейн Мосли
- Место проведения:  ЭмДжиЭм Гранд, Лас-Вегас, Невада, США
- Результат: Победа Мейвезера единогласным решением судей.
- Статус: Рейтинговый бой[15]
- Рефери: Кенни Бэйлес
- Счёт судей: Дэйв Моретти (119—109), Аделайд Бёрд (119—109), Роберт Хойл (118—110) — все в пользу Мейвезера.
- Вес: Мейвезер — 66,20 Мосли — 66,70
- Трансляция: HBO PPV

1 мая 2010 года Флойд Мейвезер встретился с Шейном Мосли. Бой начался с разведки, во втором раунде Шейну Мосли удалось дважды попасть в Мейвезера, который был на грани нокдауна. Начиная с 3-го раунда, Мейвезер, приспособившись к манере боя Шейна Мосли, сумел захватить инициативу. Все остальные раунды прошли при полном преимуществе Мейвезера, и он единогласным решением одержал уверенную победу, проведя большую часть боя в непривычном атакующем стиле. Мейвезер стал обладателем бриллиантового пояса WBC.

### 7 мая2011Мэнни Пакьяо—Шейн Мосли
- Место проведения:  MGM Гранд, Лас-Вегас, Невада, США
- Результат: Победа Пакьяо единогласным решением судей.
- Статус: Титул чемпиона мира в полусреднем весе (147 фунтов) по версии WBО;
- Счёт судей: 120—108, 120—107, 119—108.
- Трансляция:Showtime

Бой представлял собой довольно однообразное тактическое противостояние. После двух раундов «пристрелки» Пакьяо полностью завладел инициативой в ринге, но в этот раз он действовал чрезвычайно осторожно, явно опасаясь пропустить контрудар. Мосли же работал джебом, изредка подключая правую руку. За весь бой ему не удалось провести ни одного по-настоящему акцентированного удара. В третьем раунде ситуация оживилась, после того как филиппинцу удалось послать противника в нокдаун. В четвёртом Мосли в результате толчка снова оказался на полу. Зато аналогичный эпизод в 10-м раунде, когда равновесие потерял уже сам Пакьяо во время своей же атаки, привёл к тому, что рефери открыл счёт, хотя никакого нокдауна там не было и в помине. Эта досадная ошибка судьи Кенни Бейлисса привела к тому, что чемпион взвинтил темп в следующих раундах. Мосли откровенно уходил от боя, а Пакьяо не особенно стремился закончить поединок досрочно, ему вполне хватало и выигранных эпизодов. Все это привело к судейскому решению. Бригада арбитров, как и предполагалось, единогласно отдала победу филиппинцу.

### 5 мая2012Сауль Альварес—Шейн Мосли
- Место проведения:  MGM Гранд, Лас-Вегас, Невада, США
- Результат: Победа Альвареса единогласным решением в 12-раундовом бою
- Статус: Чемпионский бой за титул WBC в среднем весе (4-я защита Альвареса)
- Счёт судей: Итоговый счёт на записках судей: 119—109 (дважды) и 118—110 в пользу Альвареса. Счёт vRINGe.com — 118—110 ему же.
- Вес: Альварес 69,90 кг; Мосли 71,40 кг
- Трансляция: HBO

Альварес контролировал ход практически всего поединка, в то время как Мозли смог одержать верх в лишь нескольких эпизодах. Альварес нанёс своему сопернику большое количество мощных и точных ударов. По итогам боя все трое судей единогласно отдали победу молодому мексиканскому боксёру: 119—109, 119—109, 118—110

## Таблица профессиональных поединков
В таблице перечислены результаты всех поединков боксёров.
В каждой строке указан результат поединка. Дополнительно номер поединка обозначен цветом, который обозначает итог поединка. Расшифровка обозначений и цветов представлена в нижеследующей таблице.
| Пример | Расшифровка                     |
| ------ | ------------------------------- |
|        | Победа                          |
|        | Ничья                           |
|        | Поражение                       |
|        | Планируемый поединок            |
|        | Поединок признан несостоявшимся |
| КО     | Нокаут                          |
| ТКО    | Технический нокаут              |
| PTS    | Решение судей (по очкам)        |
| UD     | Единогласное решение судей      |
| MD     | Решение большинства судей       |
| SD     | Раздельное решение судей        |
| RTD    | Отказ от продолжения боя        |
| DQ     | Дисквалификация                 |
| NC     | Поединок признан несостоявшимся |

| 61 поединок, 49 побед (41 нокаутом), 10 поражений, 1 ничья, 1 несостоявшийся. | 61 поединок, 49 побед (41 нокаутом), 10 поражений, 1 ничья, 1 несостоявшийся. | 61 поединок, 49 побед (41 нокаутом), 10 поражений, 1 ничья, 1 несостоявшийся. | 61 поединок, 49 побед (41 нокаутом), 10 поражений, 1 ничья, 1 несостоявшийся. | 61 поединок, 49 побед (41 нокаутом), 10 поражений, 1 ничья, 1 несостоявшийся. | 61 поединок, 49 побед (41 нокаутом), 10 поражений, 1 ничья, 1 несостоявшийся. | 61 поединок, 49 побед (41 нокаутом), 10 поражений, 1 ничья, 1 несостоявшийся. |
| Бой                                                                           | Рекорд                                                                        | Дата                                                                          | Соперник                                                                      | Место боя                                                                     | Результат                                                                     | Данные о бое                                                                  |
| ----------------------------------------------------------------------------- | ----------------------------------------------------------------------------- | ----------------------------------------------------------------------------- | ----------------------------------------------------------------------------- | ----------------------------------------------------------------------------- | ----------------------------------------------------------------------------- | ----------------------------------------------------------------------------- |
| 61                                                                            | 49–10–1                                                                       | 28 мая 2016                                                                   | Давид Аванесян (21-1-1)                                                       | Дезерт Даймонд-арена, Глендейл , США                                          | UD 12                                                                         | Бой за временный титул WBA в полусреднем весе.                                |
| 60                                                                            | 49–9–1                                                                        | 17 декабря 2015                                                               | Патрик Лопес (23-5-0)                                                         | Arena Roberto Duran, Панама, Панама                                           | TKO 10 (10), 2:00                                                             | Выиграл континентальный титул WBA в среднем весе.                             |
| 59                                                                            | 48–9–1                                                                        | 29 августа 2015                                                               | Рикардо Майорга (31-8-1)                                                      | Форум, Инглвуд, США                                                           | KO 6 (12), 2:59                                                               |                                                                               |
| 58                                                                            | 47–9–1                                                                        | 27 ноября 2013                                                                | Энтони Мандайн (44-5)                                                         | Allphones Arena, Сидней, Австралия                                            | RTD 6 (12), 3:00                                                              |                                                                               |
| 57                                                                            | 47–8–1                                                                        | 18 мая 2013                                                                   | Пабло Сесар Кано (26-2-1)                                                     | Grand Oasis, Канкун, Мексика                                                  | UD 12                                                                         | Выиграл вакантный титул WBC International в полусреднем весе.                 |
| 56                                                                            | 46–8–1                                                                        | 5 мая 2012                                                                    | Сауль Альварес (39-0-1)                                                       | MGM Grand Garden Arena, Лас-Вегас, США                                        | UD 12                                                                         | Бой за титул WBC в среднем весе.                                              |
| ...                                                                           |                                                                               |                                                                               |                                                                               |                                                                               |                                                                               |                                                                               |
| 5                                                                             | 5-0                                                                           | 27 сентября 1993                                                              | Мигель Пенья (2-4)                                                            | Форум, Инглвуд, США                                                           | KO 1 (8), 1:40                                                                |                                                                               |
| 4                                                                             | 4-0                                                                           | 25 августа 1993                                                               | Роберто Уриас (0-3)                                                           | Hollywood Palladium Лос-Анджелес, США                                         | KO 5 (6)                                                                      |                                                                               |
| 3                                                                             | 3-0                                                                           | 24 апреля 1993                                                                | Пей Кастильо (4-1)                                                            | Reseda Country Club, Лос-Анджелес, США                                        | KO 1 (6), 2:25                                                                |                                                                               |
| 2                                                                             | 2-0                                                                           | 24 апреля 1993                                                                | Вилла Арнульфо (0-1)                                                          | Сан-Бернардино, США                                                           | KO 1 (6), 2:34                                                                |                                                                               |
| 1                                                                             | 1-0                                                                           | 11 февраля 1993                                                               | Грег Пуэнте (9-4-4)                                                           | Hollywood Palladium Лос-Анджелес, США                                         | KO 5 (6), 1:09                                                                | Профессиональный дебют.                                                       |
| Бой                                                                           | Рекорд                                                                        | Дата                                                                          | Соперник                                                                      | Место боя                                                                     | Результат                                                                     | Данные о бое                                                                  |